# 1-Dezoksi-D-ksiluloza-5-fosfat sintaza
1-Dezoksi-D-ksiluloza-5-fosfat sintaza (EC 2.2.1.7, 1-dezoksi-D-ksiluloza-5-fosfat piruvat-lijaza (karboksilacija), DXP-sintaza) je enzim sa sistematskim imenom piruvat:D-gliceraldehid-3-fosfat acetaldehidtransferaza (dekarboksilacija). Ovaj enzim katalizuje sledeću hemijsku reakciju
piruvat + D-gliceraldehid 3-fosfat {\displaystyle \rightleftharpoons } 1-dezoksi--ksiluloza 5-fosfat + CO2
Za dejstvo ovog enzima je neophodan tiamin difosfat. Ovaj enzim je deo alternativnog nonmevalonatnog puta za biosintezu terpenoida.

## Literatura
- Nicholas C. Price; Lewis Stevens (1999). Fundamentals of Enzymology: The Cell and Molecular Biology of Catalytic Proteins (Third изд.). USA: Oxford University Press. ISBN 019850229X.
- Eric J. Toone (2006). Advances in Enzymology and Related Areas of Molecular Biology, Protein Evolution (Volume 75 изд.). Wiley-Interscience. ISBN 0471205036.
- Branden C; Tooze J. Introduction to Protein Structure. New York, NY: Garland Publishing. ISBN 0-8153-2305-0.
- Irwin H. Segel. Enzyme Kinetics: Behavior and Analysis of Rapid Equilibrium and Steady-State Enzyme Systems (Book 44 изд.). Wiley Classics Library. ISBN 0471303097.
- William P. Jencks (1987). Catalysis in Chemistry and Enzymology. Dover Publications. ISBN 0486654605.

## Spoljašnje veze
- 1-deoxy-D-xylulose-5-phosphate+synthase на 